# Sant'Agata Feltria
Sant'Agata Feltria, Sant'Êgta en dialecte romagnol, est une commune italienne de 2 316 habitants de la province de Rimini, en région Émilie-Romagne. Le village fait partie de la région historique du Montefeltro.

## Géographie physique

### Territoire

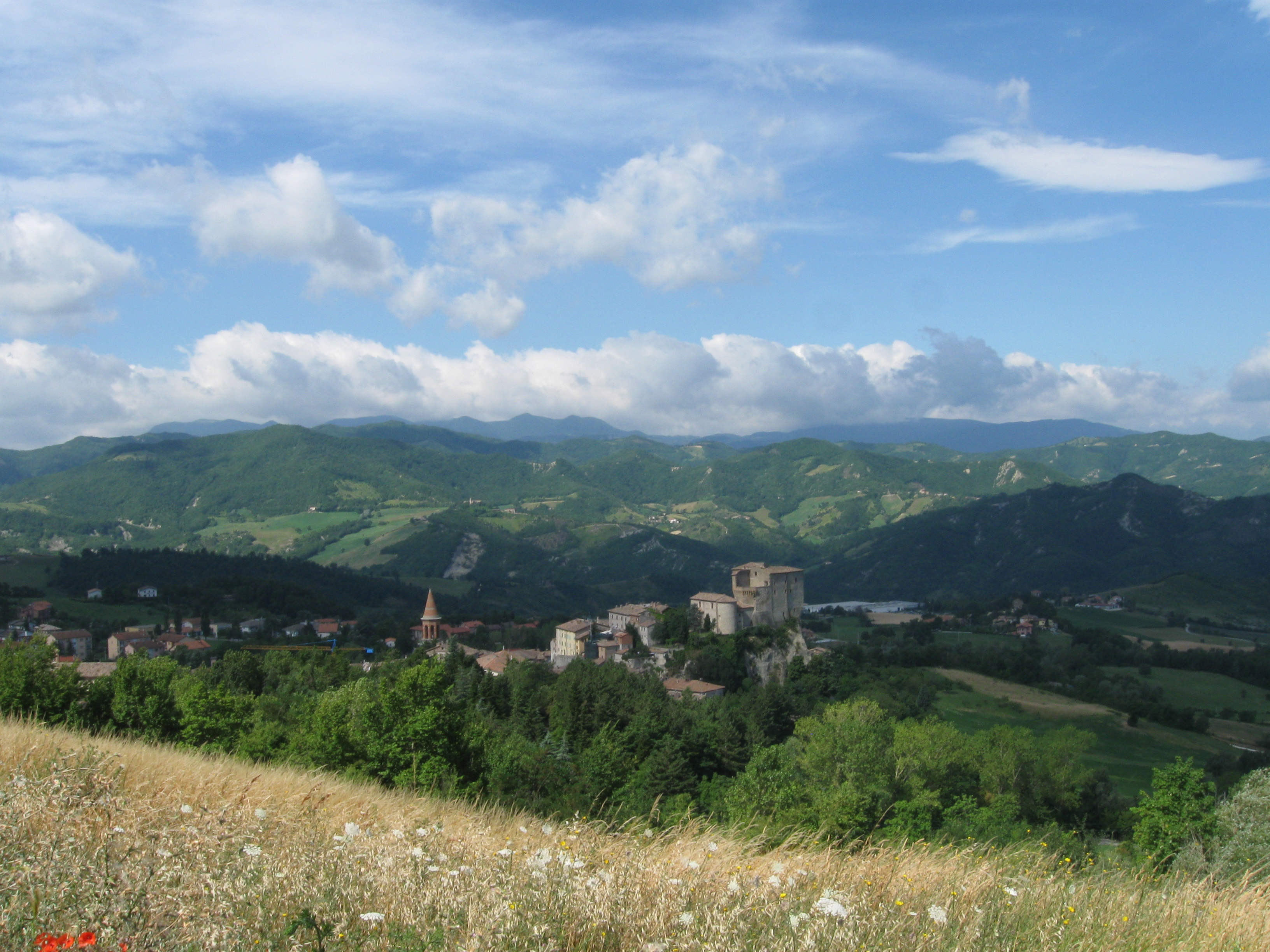
Une vue du pays depuis le monte Ercole.

Le territoire de Sant'Agata Feltria est plutôt vaste (79,30 km2) incluant les divers hameaux comme Caioletto, Casalecchio, Maiano, Palazzo, Pereto, Petrella Guidi, Rocca Pratiffi, Sapigno, San Donato, Ugrigno et autres. C’est la seconde commune de la province de Rimini (après le chef-lieu) et la première de la Communauté de haute montagne vallée du Marecchia. 
D’après le service géologique d’Italie, le terrain est formé en prévalence d’un complexe argileux, dite « argile écailleuse ».
Le hameau de Petrella Guidi émerge sur une concrétion limonite-manganiphère", immergée dans la complexe kaolitique, alors que le centre habité de Sapigno et Maiano sont sur une zone Mg2 ("craie finement stratifiée, micro-cristalin intercalé de marne-argile bleuâtre"). Le mont Ercole (933 m) est formé en partie de terrains classé comme as, "arénacée- feldspath.

Une grande partie du terrain est fréquemment sujet aux glissements de terrain. 

#### Hydrographie
La commune de Sant'Agata est délimitée à l’est comme à l’ouest de cours d’eau : le Rio Maggio limite avec la commune de Sarsina, alors que le fleuve Marecchia forme sur quelques kilomètres la limite avec la commune de Pennabilli.
- Le territoire communal est traversé par deux affluents du Rio Maggio: le torrent Marecchiola, qui recueille les eaux de trois autres torrents saisonniers, dont le plus long et le fosso delle Piagge, qui naît près de San Donato à environ 450 m,
- le fosso del Fossatone, qui prend origine près du cimetière communal à 510 m, et les fossi della Serva, Cerafosso, des Carrocchi et des Ronchi. L'autre est le torrent Fanante, partant de Ugrigno à 400 m, arrive au Rio Maggio délimitant une partie du territoire septentrional avec Novafeltria.
- le fosso della Rocca, cours d’eau qui commence près de Pereto à  605 m, conflue avec la Marecchia à  351 m d’altitude.
- Le fosso delle Avezzane, qui prend forme près de Pereto à 653 m, qui conflue dans le fosso del Senatello jusqu’à Cicognaia, délimitant la limite avec l’enclave toscane de Badia Tedalda à 415 m avant de se jeter dans le Marecchia.

#### Orographie
- La cime la plus haute du territoire est le mont Pian di Rote, 961 m ;
- le mont Ercole, 633 m ;
- le mont Benedetto, 882 m ;
- le mont Zuccola, 868 m ;
- le mont Caioletto, 862 m ;
- le sanctuaire de la Madonna del Soccorso à 771 m ;
- le centre historique de Sant'Agata à 607 m ;
- la pinède publique à 564 m ;
- l’église du couvent de San Girolamo à 591 m ;

les hameaux de Ugrigno à 533 m, Sapigno à 498 m, Pietrabassa à 417 m, Pereto à 675 m, Palazzo à 780 m, Maiano à 580. 

## Histoire
Au Risorgimento la commune de Sant'Agata Feltria fit partie des Marches (province de Pesaro et Urbino) jusqu’au 15 août 2009, quand elle fut séparée avec six autres communes de la vallée du Marecchia à la suite du référendum du 17 et 18 décembre 2006, malgré le recours à la Cour Constitutionnelle des Marches.

## Monuments et lieux d’intérêt

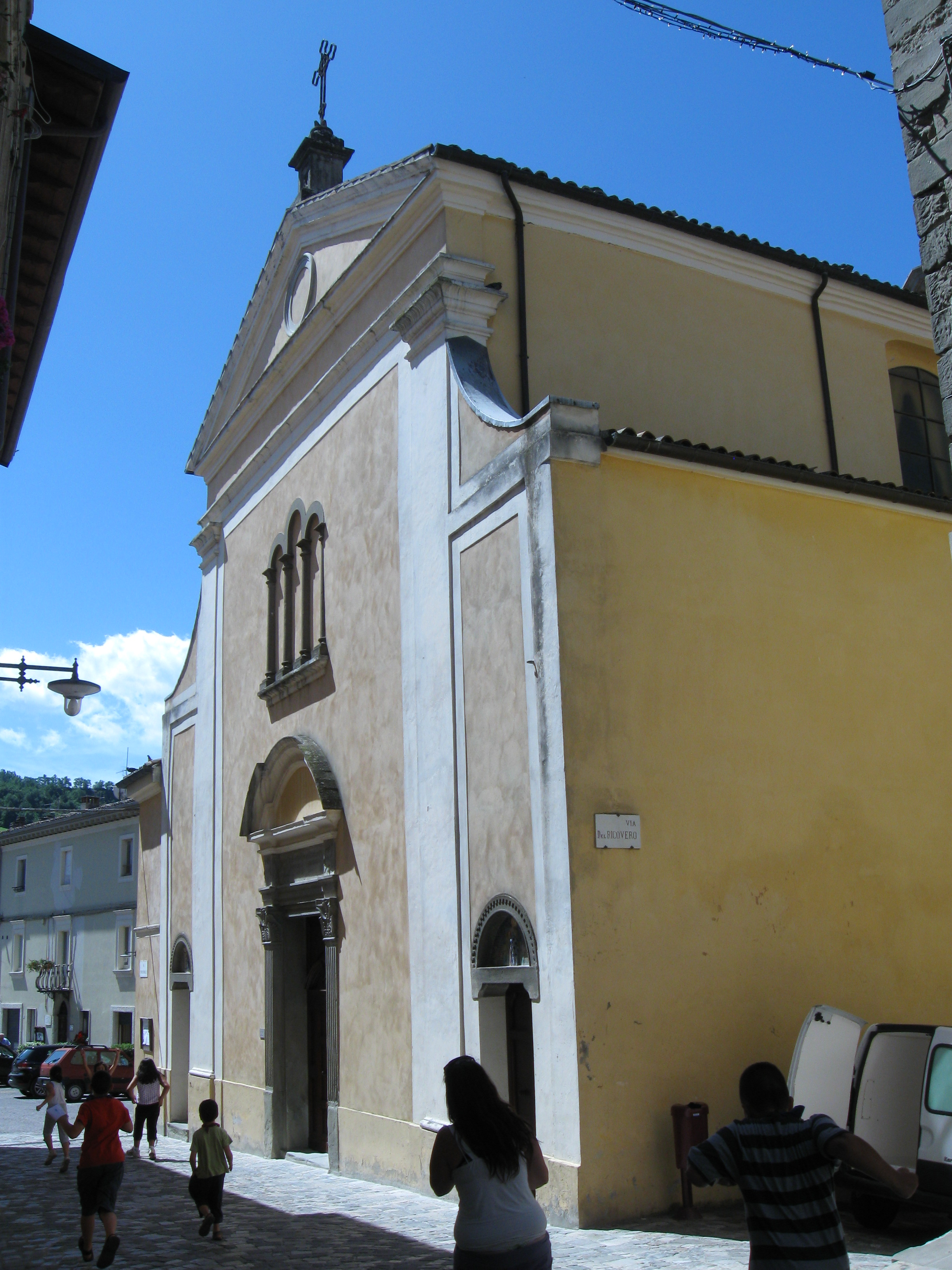
La façade de la collégiale de Sant'Agata.

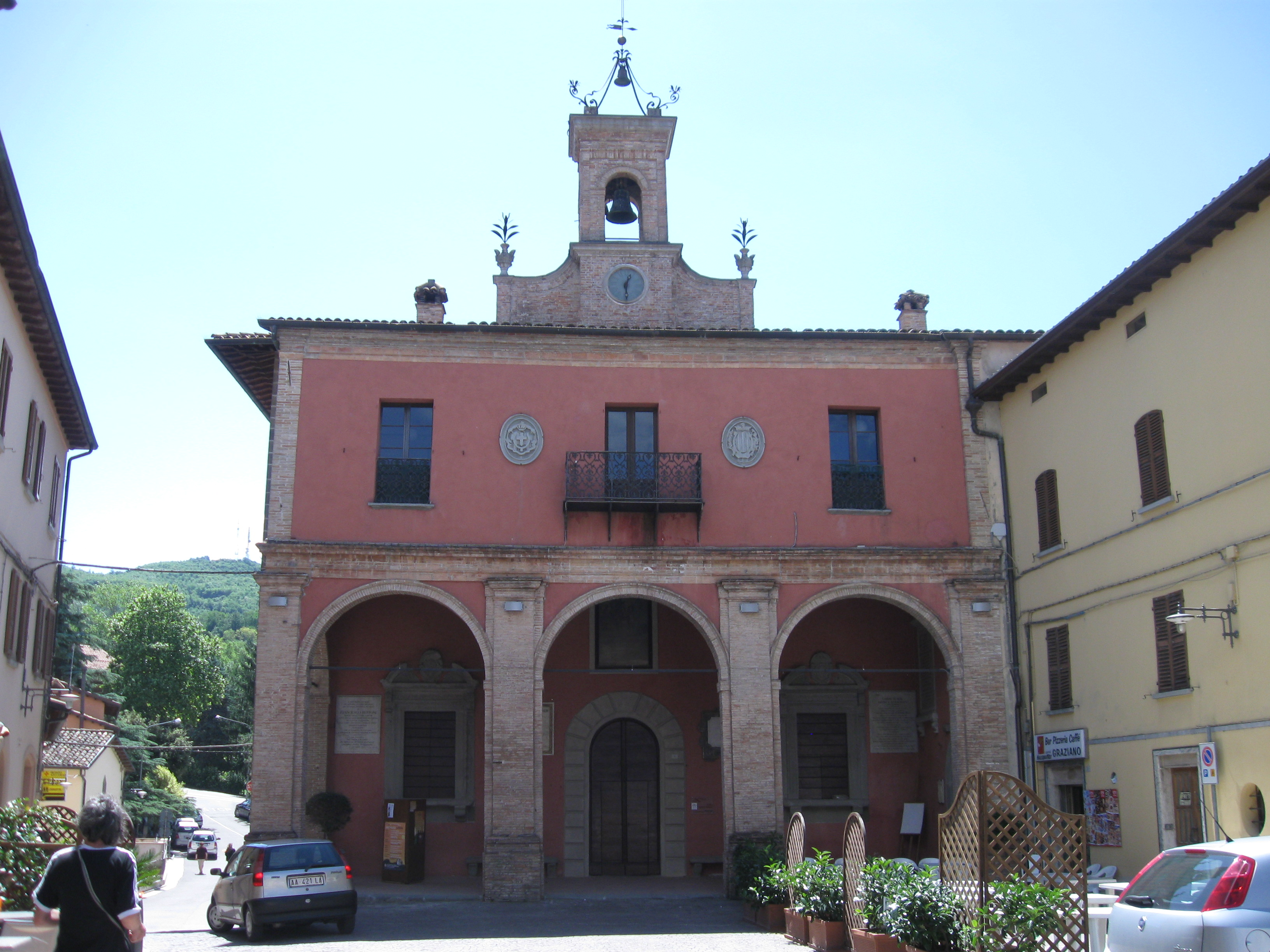
Palazzo Fregoso.

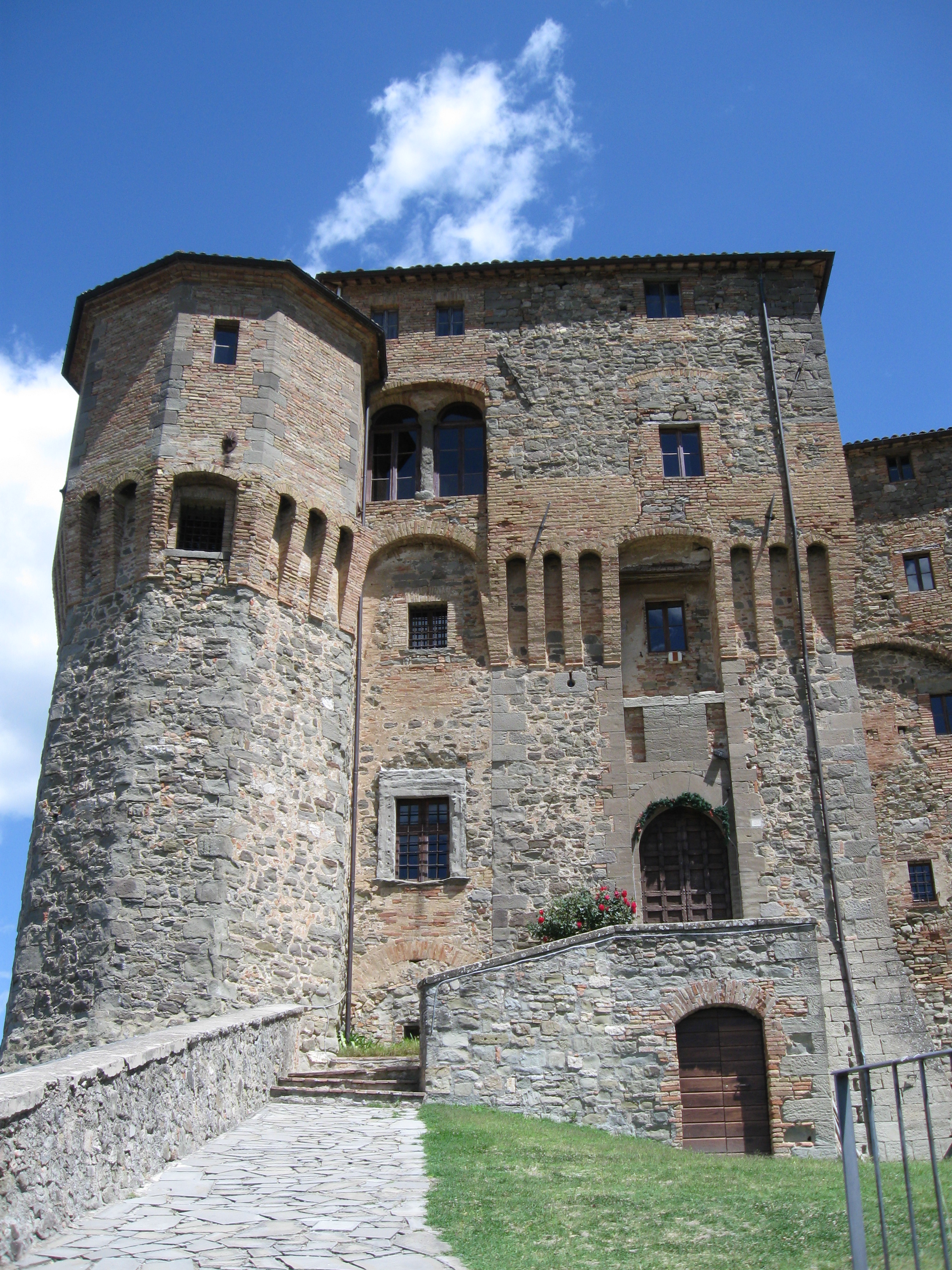
Rocca Fregoso : l'entrée.

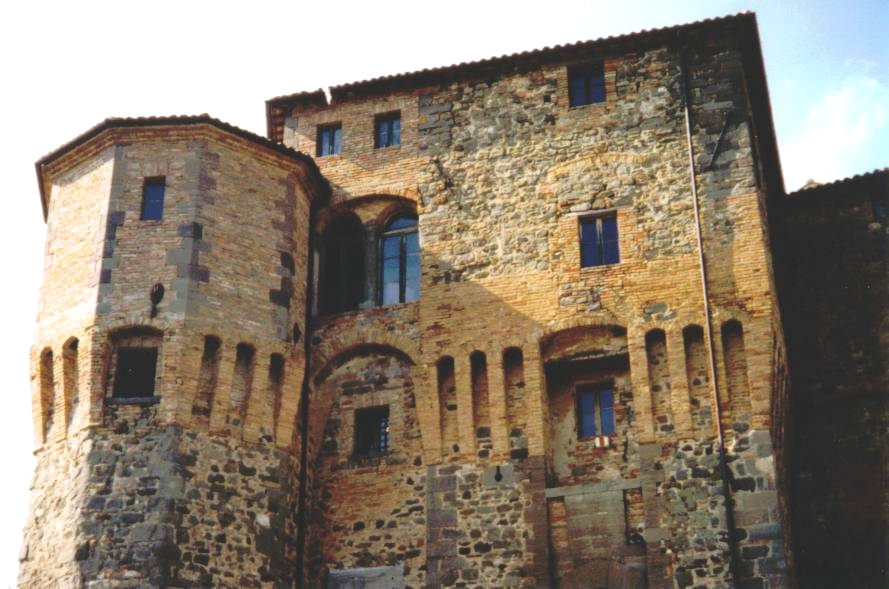
La rocca.

### Architecture religieuse
- La collégiale de Sant'Agata du Xe siècle, par la volonté de Raniero Cavalca, des contes de Bertinoro  seigneurs féodaux de Sant'Agata[7], restauré en 1520 et 1776. L'intérieur a trois nefs avec six ailes. Sous l’église se trouve une crypte octogonale du VIIIe siècle. Sur le côté un campanile cylindrique, construit en 1882, s’élève à 35 mètres.
- l’église de San Francesco della Rosa, s’étend à côté de la rocca Fregoso.
- l’église et couvent de San Girolamo, construit en 1560, le couvent fut habité par la congrégation de l'Oratoire après 1604. La plupart des édifices subirent un remaniement en 1875.
- l’église et couvent des Capucins. Le couvent fut fondé en 1575 par la volonté de Lucrezia Vitelli Fregoso, et alloué aux ordres des frères mineurs capucins.
- l’église et le couvent des Clarisses. La communauté religieuse n’abandonna Sant'Agata seulement dans la période napoléonique et entre 1866 et les premières années du XXe siècle. Aujourd’hui l’église est reconstruite après l’incendie de 1951.
- le sanctuaire de la Madonna del Soccorso, construit en 1520 le long de l’ancienne route pour Perticara et Rimini.

### Architecture civile
- Le Palazzo Fregoso, construit en 1605 par Orazio Fregoso comme siège de la magistrature locale[8] ferme la piazza Giuseppe Garibaldi et héberge le théâtre « Angelo Mariani ».

- le théâtre « Angelo Mariani », construit entre 1723 et 1743-1753 par l’architecte Giovanni Vannucci. En 1986, il devint propriété de la commune de Sant'Agata Feltria, qui entre 1994 et 2002 a effectué d’importants travaux de restauration.

### Architecture militaire
- La Rocca Fregoso, symbole du pays, agrippée à la « pierre arénacée », qui selon la légende a glissé des pentes du mont Ercole à une période très ancienne[9], le premier élément remonte au XIIe siècle et se compose de la tour polygonale « Simonetto Fregoso », extensions successives au XVe siècle par Frédéric III de Montefeltro. La rocca devint ensuite la résidence des Fregoso, et décorée de fresques du XIVe siècle, abrita les Frères Franciscains de 1781 à 1820, avant d’être abandonnée. Après plusieurs éboulements partiels en 1835 et 1961, la rocca héberge depuis 1974 un musée permanent.

### Fontaines
Le « percorso delle fontane » (parcours des trois fontaines), un itinéraire par les ruelles à la recherche de trois fontaines, œuvres d’artistes modernes et contemporains  :
- Fontana della Lumaca (fontaine de l’escargot). Née d’une idée du poète Tonino Guerra, réalisée en mosaïque par Marco Bravura de Ravenne.
- La Luna nel Pozzo (la lune dans le puits). Œuvre en mosaïque de Marco Bravura,.
- Le Impronte della Memoria (les empreintes de la mémoire). Œuvre de Marco Bravura.

## Société

### Évolution démographique
- en 1853 : 3 513 hab.
- en 1982 : 2 575 hab.
- en 1986 : 2 446 hab.
- en 1991 : 2 328 hab.
- en 1996 : 2 372 hab.
- en 2001 : 2 352 hab.
- en 2002 : 2 353 hab.
- en 2003 : 2 368 hab.
- en 2004 : 2 354 hab.
- en 2005 : 2 361 hab.
- en 2006 : 2 349 hab.
- en 2007 : 2 348 hab.
- en 2008 : 2 360 hab.

Présence étrangère en 2007 : 45 Roumains, 17 Pakistanais, 14 Marocains, 9 Slovaques, 8 Allemands, 7 Serbes, 7 Ukrainiens, 3 Suédois, 3 de Saint-Marin, 2 Russes, 2 Dominicains.

### Dialecte

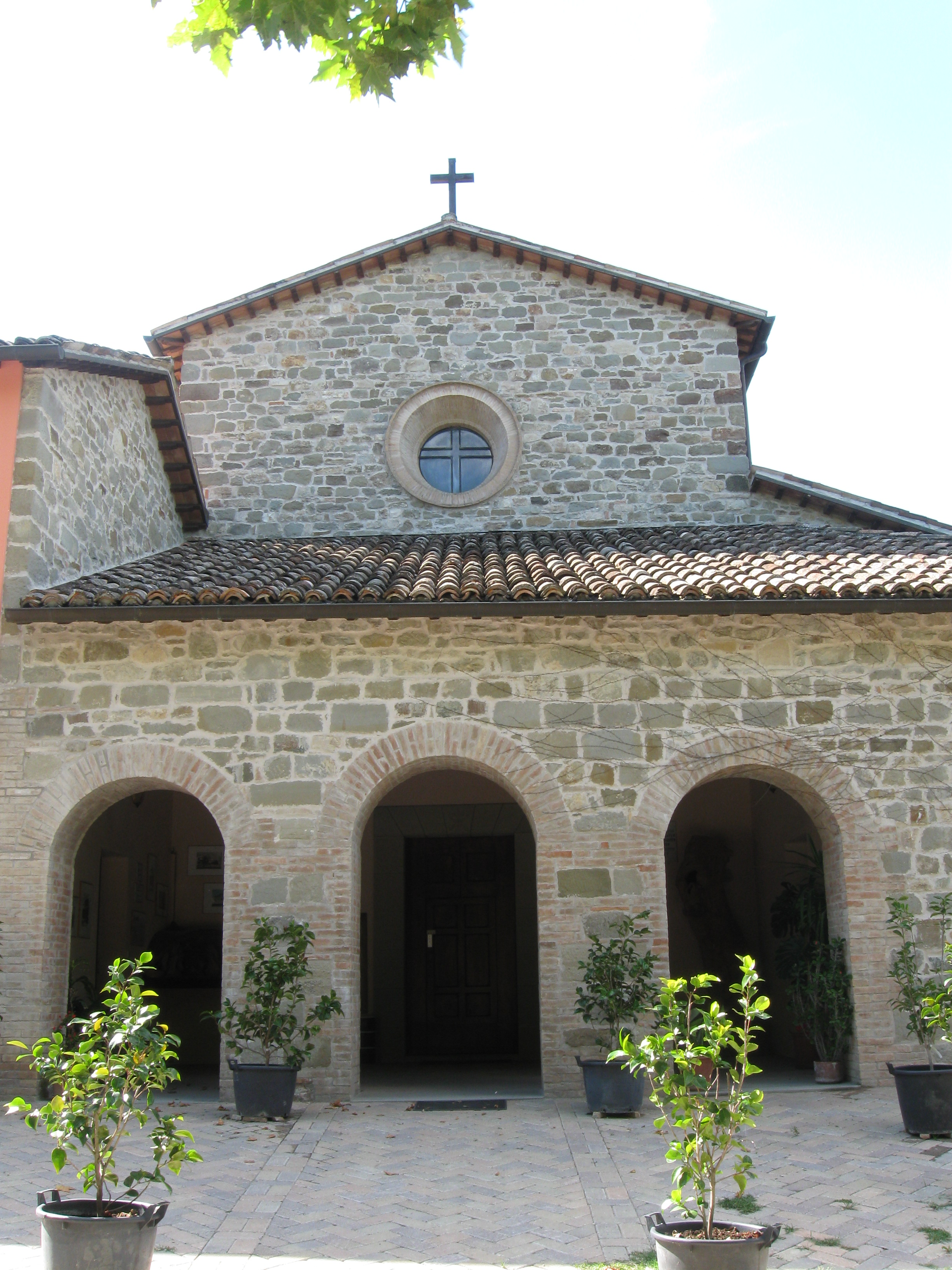
Le sanctuaire de la Madone des Capucins.

Le parlé local est un dialecte voisin du dialecte romagnol.

### Religion
À Sant'Agata, on note la présence de trois instituts religieux : le monastère des Frères mineurs capucins, celui de la Doyenné et le couvent des sœurs Dorotée.

### Associations
- Association pro loco[12].

## Culture

### Bibliothèque
La bibliothèque au palazzo Grazioli, avec une archive historique du théâtre "Angelo Mariani", avec des documents dans un état de conservation précairecon de 1743 à 1920. Une autre archive historique d’antiques manuscrits se trouve au monastère de la cité.

### Musée
Un musée permanent fonctionne depuis 1974 dans les locaux de la rocca Fregoso.

### Media
L’organe principal est le journal local La Rocca, fondé en 2001.

### Événements
- Fiera Nazionale del Tartufo Bianco  Pregiato (foire de la truffe blanche)[15]. qui se célèbre chaque année, les quatre semaines d’octobre depuis 1988, en même temps que la fête du formaggio di fosse (fromage de fosse) [16] e dell'intero sistema paese.

- Il Paese del Natale (le pays de Noël)[17] : ensemble de manifestations organisées par la commune dans la période de Noël.

- Le Feste d'Estate (les fêtes d’été)[18]. Série d’évènements organisée par la commune en période estivale.

## Administration
| Période                                  | Période  | Identité            | Étiquette     | Qualité |
| ---------------------------------------- | -------- | ------------------- | ------------- | ------- |
| 08/06/2009                               | En cours | Guglielmino Cerbara | Liste civique |         |
| Les données manquantes sont à compléter. |          |                     |               |         |

### Communes limitrophes
Badia Tedalda, Casteldelci, Novafeltria, Pennabilli, Sarsina, Sogliano al Rubicone, Verghereto.

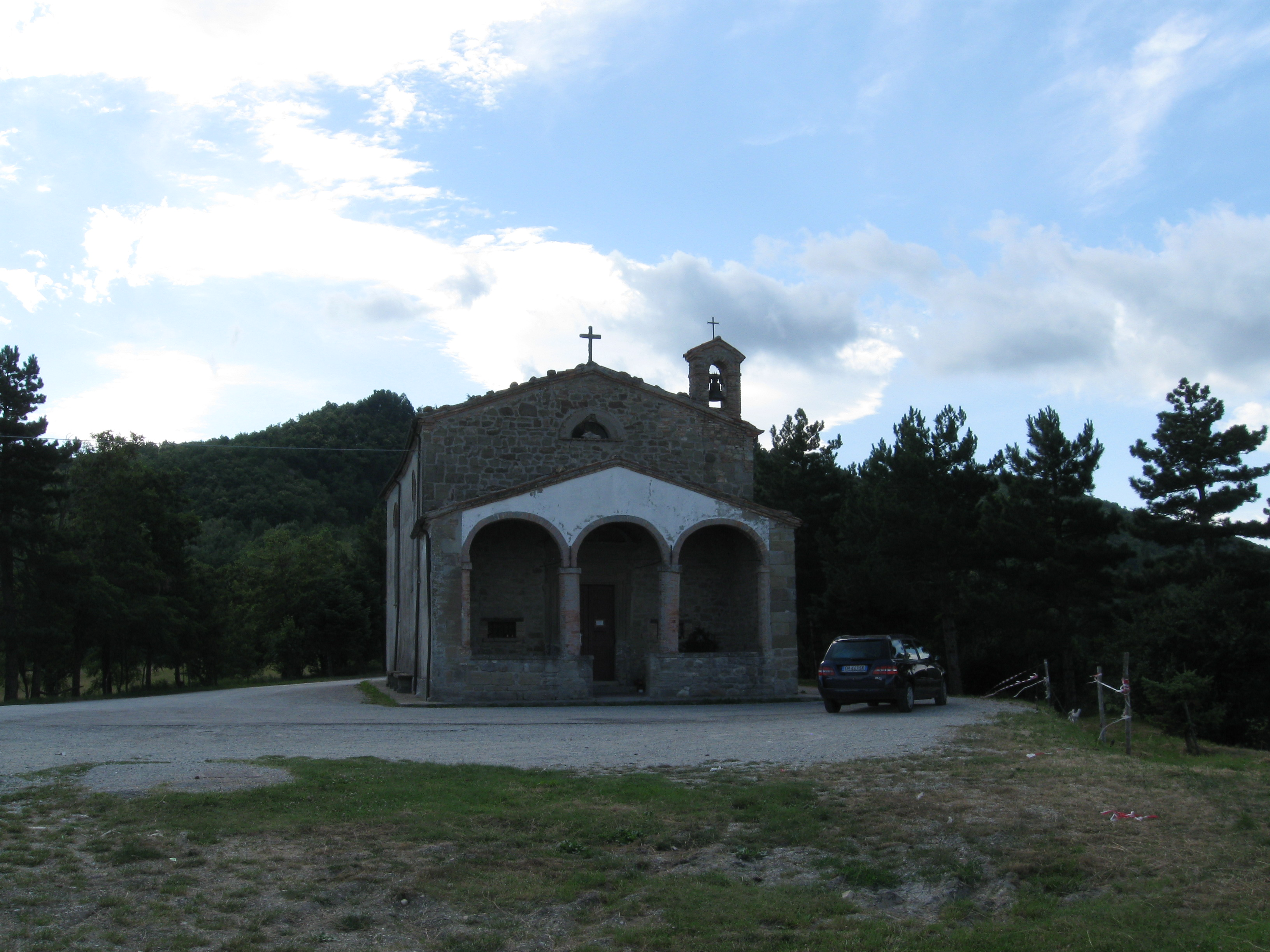
le sanctuaire de la Madonna del Soccorso sur le mont.
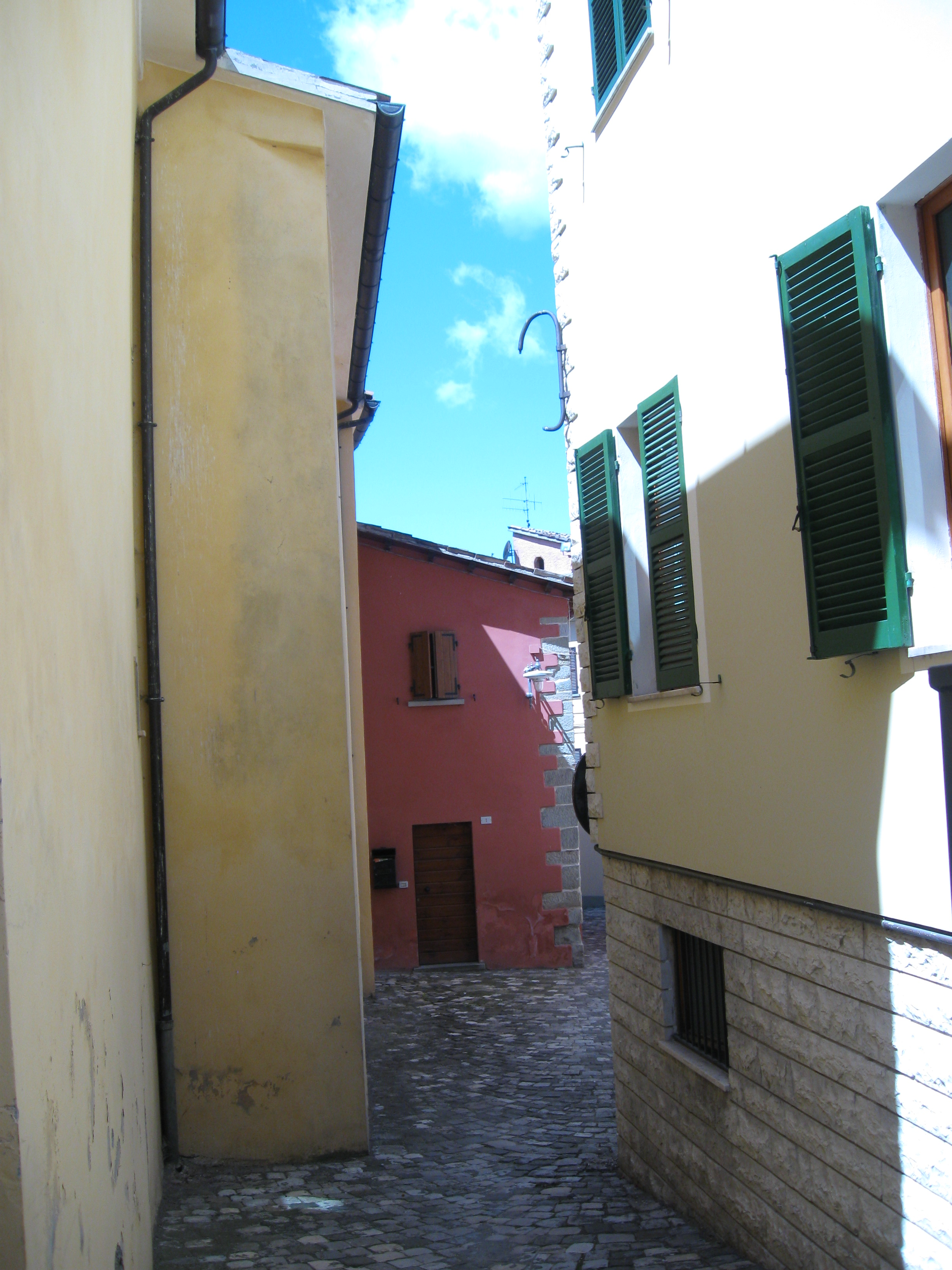
Une partie du centre historique.
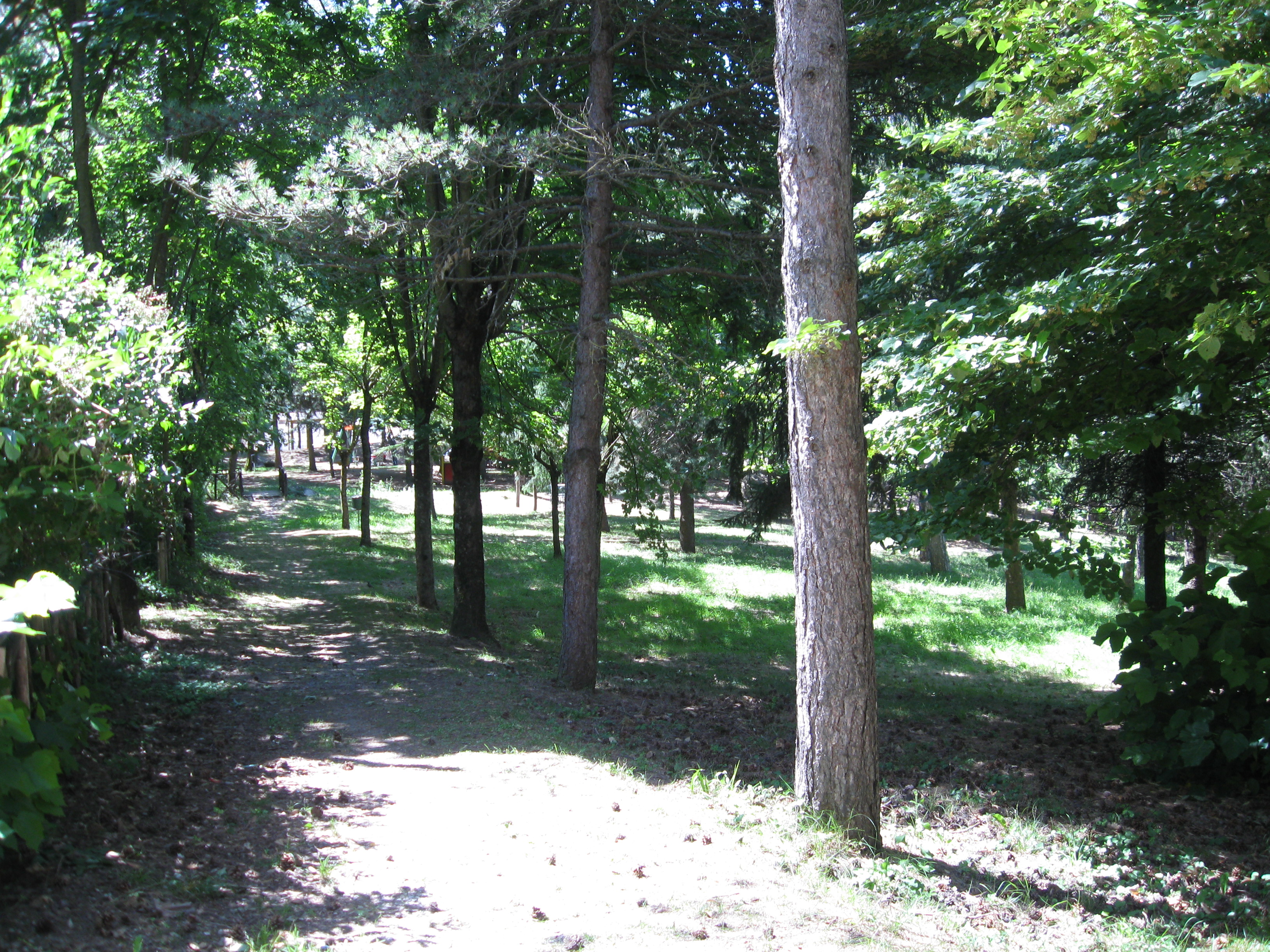
La pinède publique.
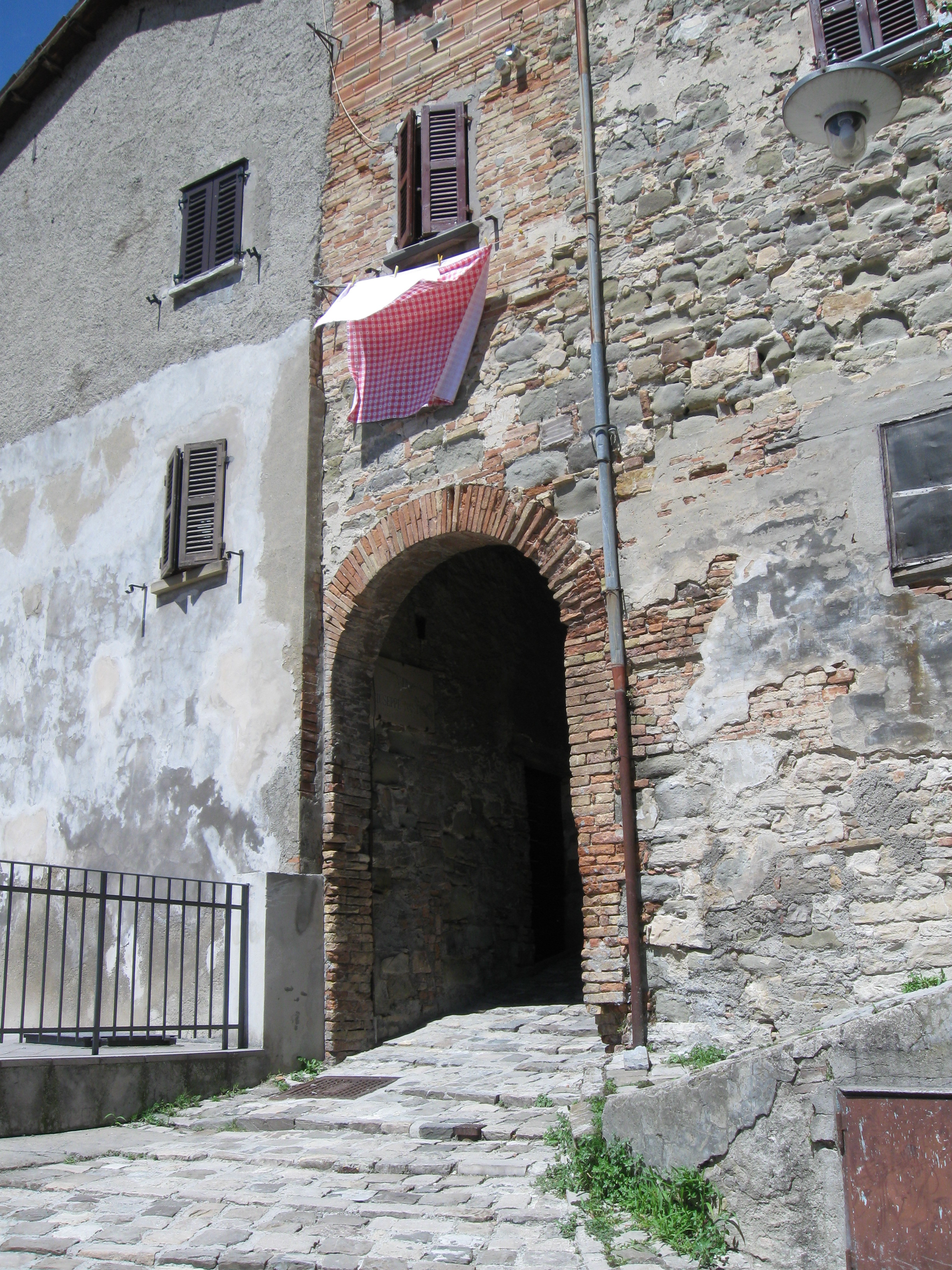
La montée de la rocca.
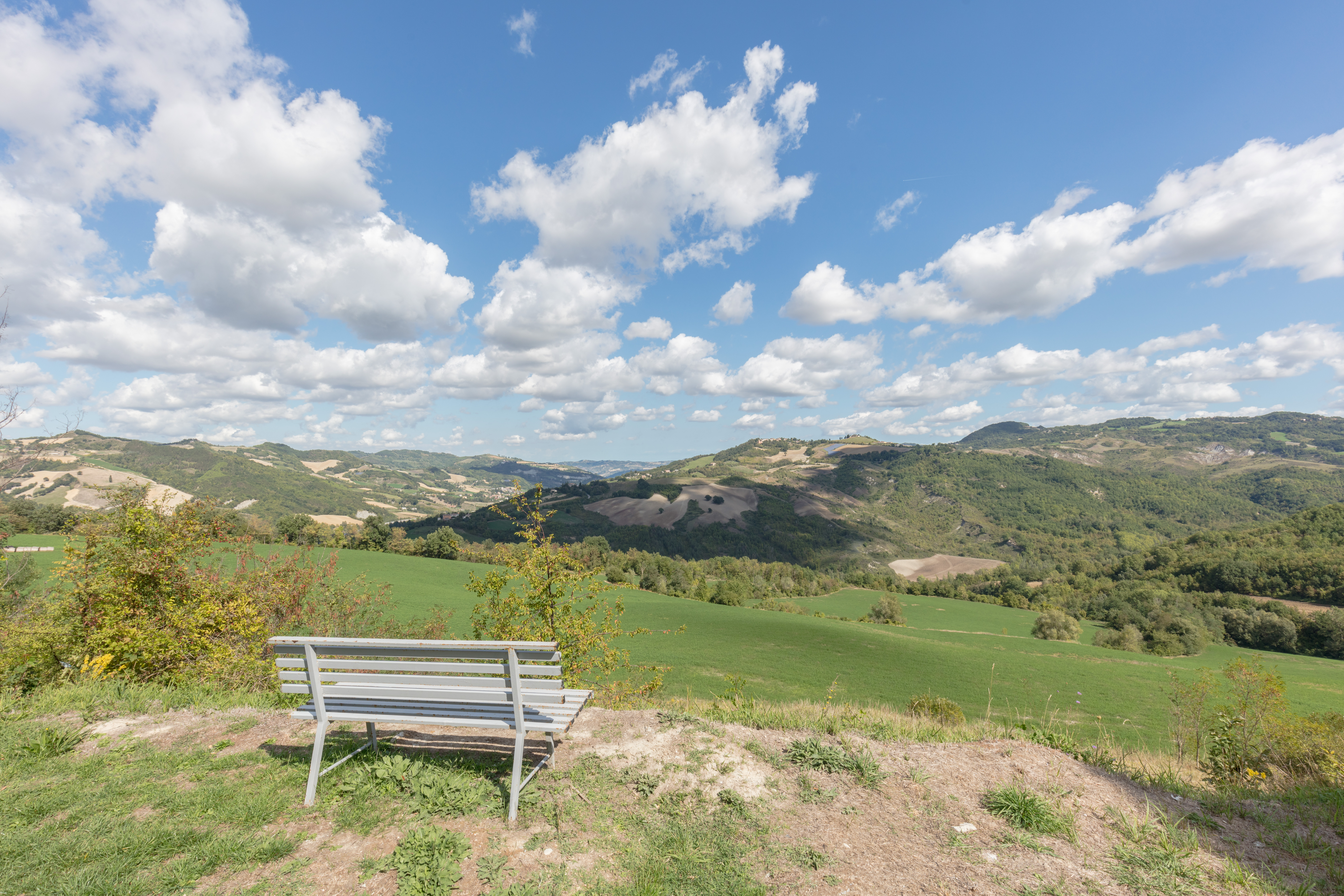
Banc à l'extérieur de Sant'Agata pour profiter du paysage.

## Note
1. ↑  (it) Popolazione residente e bilancio demografico sur le site de l'ISTAT.
2. ↑  Bilan démographique 2008, données ISTAT
3. ↑  « Servizio Geologico d'Italia - Carta Geologica d'Italia, foglio n° 108 (Mercato Saraceno) »(Archive.org • Wikiwix • Archive.is • Google • Que faire ?)
4. ↑  Istituto Geografico Militare - Carta d'Italia, foglio n° 266 (Mercato Saraceno)
5. ↑  Istituto Geografico De Agostini - Strade d'Italia, foglio n° 10 (Marche ed Umbria settentrionale).
6. ↑  La Valmarecchia rimane in Romagna
7. ↑  Sant'Agata Feltria – églises et couvents « Copie archivée » (version du 22 octobre 2008 sur Internet Archive)
8. ↑  Pro Loco Sant'Agata Feltria - Il teatro "Angelo Mariani" le 10-07-2009
9. ↑  Sant'Agata Feltria Info - Rocca Fregoso le 10-07-2009
10. ↑  Pro Loco Sant'Agata - Il percorso delle fontane URL consultato il 10-07-2009
11. ↑  « Diocesi di San Marino-Montefeltro - Istituti religiosi »(Archive.org • Wikiwix • Archive.is • Google • Que faire ?) URL consultato il 10-07-2009
12. ↑  Pro Loco Sant'Agata Feltria URL consultato il 15-07-2009
13. ↑  Regione Marche - MUSA URL consultato il 10-07-2009
14. ↑  http://santagata.altervista.org/ La Rocca URL consultato il 15-07-2009
15. ↑  Pro Loco Sant'Agata Feltria - Fiera Nazionale del Tartufo Bianco Pregiato URL consultato il 15-07-2009
16. ↑  « Pro Loco Sant'Agata Feltria - Il formaggio di fossa »(Archive.org • Wikiwix • Archive.is • Google • Que faire ?) URL consultato il 15-07-2009
17. ↑  Pro Loco Sant'Agata Feltria - Il Paese del Natale URL consultato il 15-07-2009
18. ↑  Pro Loco Sant'Agata Feltria - Le feste d'Estate URL consultato il 15-07-2009

## Sources
- (it) Cet article est partiellement ou en totalité issu de l’article de Wikipédia en italien intitulé « Sant'Agata Feltria » (voir la liste des auteurs) le 05/04/2012.